# Wereldbeker veldrijden 2000-2001
Hier volgt een overzicht van de resultaten en klassement in de Wereldbekerwedstrijden veldrijden van het seizoen 2000-2001. Winnaar werd Richard Groenendaal.
De wereldbeker bestond uit de volgende categorie:
- Mannen elite

## Mannen elite

### Kalender en podia
| Datum      | Locatie     | Eerste              | Tweede              | Derde               |
| ---------- | ----------- | ------------------- | ------------------- | ------------------- |
| 05/11/2000 | Bergamo     | Richard Groenendaal | Bart Wellens        | Mario De Clercq     |
| 18/11/2000 | Tábor       | Bart Wellens        | Richard Groenendaal | Mario De Clercq     |
| 03/12/2000 | Leudelange  | Richard Groenendaal | Erwin Vervecken     | Petr Dlask          |
| 17/12/2000 | Zolder      | Sven Nys            | Petr Dlask          | Bart Wellens        |
| 07/01/2001 | Zeddam      | Sven Nys            | Petr Dlask          | Richard Groenendaal |
| 21/01/2001 | Pontchâteau | Richard Groenendaal | Daniele Pontoni     | Petr Dlask          |

### Eindklassement
| Pos. | Renner              | Punten |
| ---- | ------------------- | ------ |
| 1    | Richard Groenendaal | 310    |
| 2    | Bart Wellens        | 225    |
| 3    | Mario De Clercq     | 223    |
| 4    | Petr Dlask          | 218    |
| 5    | Erwin Vervecken     | 190    |
| 6    | Sven Nys            | 179    |
| 7    | Tom Vannoppen       | 173    |
| 8    | Daniele Pontoni     | 150    |
| 9    | Jiri Pospisil       | 149    |
| 10   | Gerben de Knegt     | 123    |

### Uitslagen
| #  | Naam                | Tijd    |
| -- | ------------------- | ------- |
| 1  | Richard Groenendaal | 1:00.55 |
| 2  | Bart Wellens        | + 0.55  |
| 3  | Mario De Clercq     | + 1.04  |
| 4  | Daniele Pontoni     | + 1.20  |
| 5  | Tom Vannoppen       | + 1.36  |
| 6  | Erwin Vervecken     | + 2.12  |
| 7  | Luca Bramati        | + 2.20  |
| 8  | Jiri Pospisil       | + 2.35  |
| 9  | Bjorn Rondelez      | + 3.08  |
| 10 | Gerben de Knegt     | + 3.18  |

| #  | Naam                | Tijd    |
| -- | ------------------- | ------- |
| 1  | Bart Wellens        | 1:01.43 |
| 2  | Richard Groenendaal | + 0.06  |
| 3  | Mario De Clercq     | + 0.24  |
| 4  | Erwin Vervecken     | + 0.27  |
| 5  | Sven Nys            | zt      |
| 6  | Daniele Pontoni     | zt      |
| 7  | Petr Dlask          | + 0.32  |
| 8  | Jiri Pospisil       | zt      |
| 9  | Luca Bramati        | + 0.37  |
| 10 | Vaclav Jezek        | + 0.41  |

| #  | Naam                | Tijd    |
| -- | ------------------- | ------- |
| 1  | Richard Groenendaal | 1:00.15 |
| 2  | Erwin Vervecken     | + 0.16  |
| 3  | Petr Dlask          | + 0.21  |
| 4  | Mario De Clercq     | + 1.11  |
| 5  | Peter Van Santvliet | + 1.19  |
| 6  | Daniele Pontoni     | + 1.41  |
| 7  | Jiri Pospisil       | + 1.51  |
| 8  | Tom Vannoppen       | + 2.20  |
| 9  | Beat Wabel          | + 2.28  |
| 10 | Vaclav Jezek        | + 2.35  |

| #  | Naam                | Tijd    |
| -- | ------------------- | ------- |
| 1  | Sven Nys            | 1:02.53 |
| 2  | Petr Dlask          | + 0.03  |
| 3  | Bart Wellens        | + 0.08  |
| 4  | Tom Vannoppen       | + 0.15  |
| 5  | Richard Groenendaal | + 0.28  |
| 6  | Erwin Vervecken     | + 0.58  |
| 7  | Arne Daelmans       | zt      |
| 8  | Dominique Arnould   | zt      |
| 9  | Beat Wabel          | + 1.30  |
| 10 | Kipcho Volckaerts   | + 1.42  |

| #  | Naam                | Tijd    |
| -- | ------------------- | ------- |
| 1  | Richard Groenendaal | 0:59.06 |
| 2  | Daniele Pontoni     | + 0.24  |
| 3  | Petr Dlask          | + 0.27  |
| 4  | Mario De Clercq     | + 1.03  |
| 5  | Tom Vannoppen       | + 1.08  |
| 6  | Jiri Pospisil       | + 1.10  |
| 7  | Peter Van Santvliet | + 1.14  |
| 8  | Dominique Arnould   | + 1.22  |
| 9  | Bart Wellens        | + 1.35  |
| 10 | David Pagnier       | + 1.55  |

| #  | Naam                | Tijd    |
| -- | ------------------- | ------- |
| 1  | Sven Nys            | 1:03.35 |
| 2  | Petr Dlask          | + 0.10  |
| 3  | Richard Groenendaal | + 0.47  |
| 4  | Erwin Vervecken     | + 1.05  |
| 5  | Mario De Clercq     | + 1.06  |
| 6  | Gerben de Knegt     | + 1.08  |
| 7  | Bart Wellens        | + 1.28  |
| 8  | Wim de Vos          | + 1.42  |
| 9  | Peter Van Santvliet | + 1.56  |
| 10 | Jiri Pospisil       | + 2.10  |

Kampioenschappen:  Wereldkampioenschappen · 
 Belgische kampioenschappen · 
 Nederlandse kampioenschappen
Klassementen:  Wereldbeker · 
 Superprestige · 
 GvA Trofee · 
 Challenge national
1993-1994 · 1994-1995 · 1995-1996 · 1996-1997 · 1997-1998 · 1998-1999 · 1999-2000 · 2000-2001 · 2001-2002 · 2002-2003 · 2003-2004 · 2004-2005 · 2005-2006 · 2006-2007 · 2007-2008 · 2008-2009 · 2009-2010 · 2010-2011 · 2011-2012 · 2012-2013 · 2013-2014 · 2014-2015 · 2015-2016 · 2016-2017 · 2017-2018 · 2018-2019 · 2019-2020 · 2020-2021 · 2021-2022 · 2022-2023 · 2023-2024 · 2024-2025